# Onthophagus meruanus
Onthophagus meruanus är en skalbaggsart som beskrevs av D'orbigny 1908. Onthophagus meruanus ingår i släktet Onthophagus och familjen bladhorningar. Inga underarter finns listade i Catalogue of Life.